# Huayangosaurus

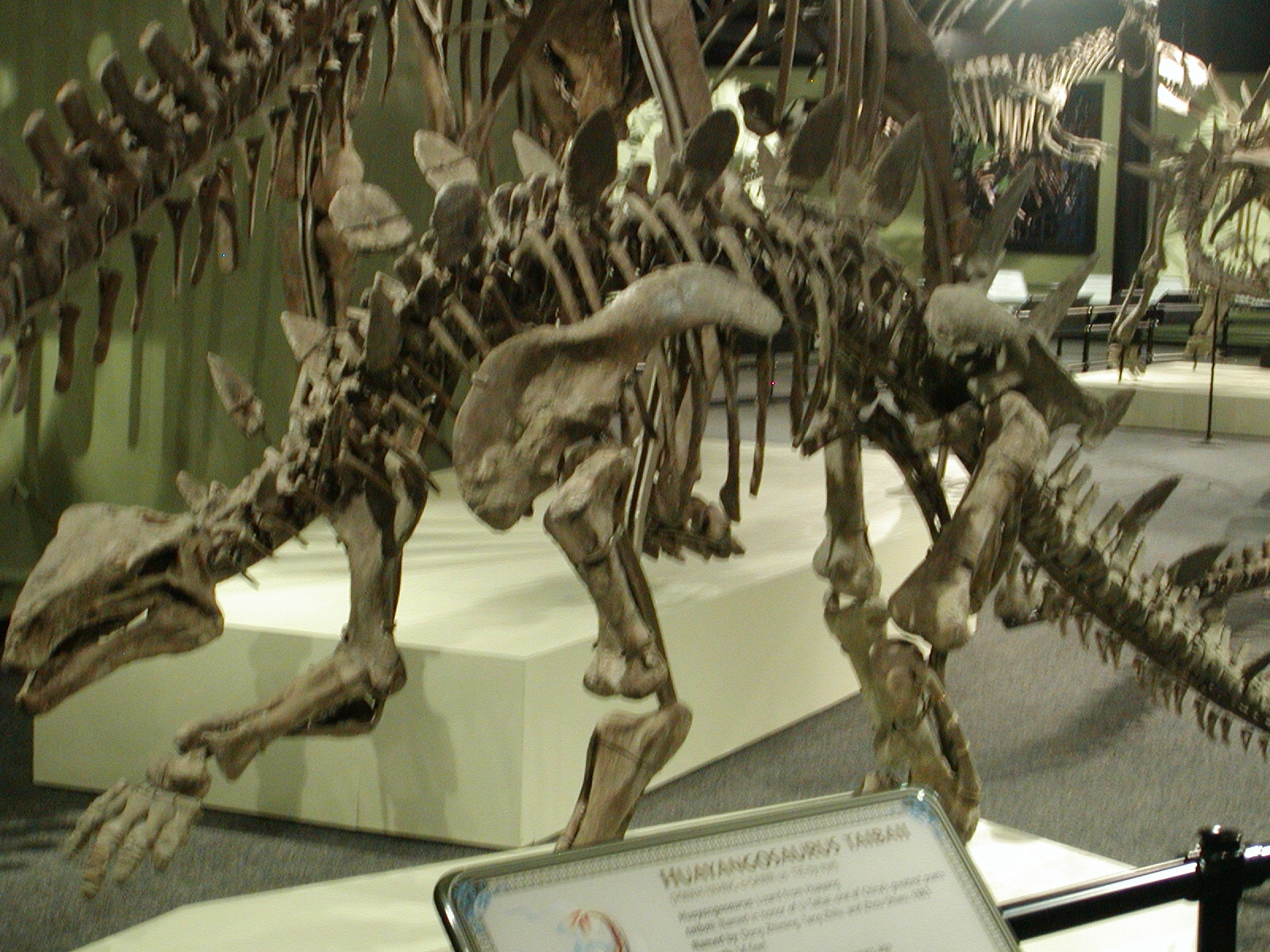
Schelet de Huayangosaurus

De regulă, denumirea generală de „stegozaur” se aplică pentru două subgrupe sau familii. Una este Stegosauridae, care cuprinde Stegosaurus și alții. A doua familie, mai mică, se numește Huayangosauridae, iar reprezentantul său de bază este Huayangosaurus. Comparativ cu stegosauridele, huayangosauridele au trăit ceva mai devreme, cam pe la mijlocul perioadei jurasicului, iar rămășițele acestora au fost găsite numai în estul Asiei, nu în mai multe regiuni. Este posibil ca huayangosauridele au fost strămoșii stegosauridelor, care au trăit mai târziu și au fost mai larg răspândite.
Huayangosaurus a fost denumit în 1982 după locul descoperirii fosilelor sale, de către Dong Zhiming, un eminent specialist în dinozauri, împreună cu colegii săi. Fosilele de Huayangosaurus provin din rocile numite Formatia Shaximiao Inferioară, din provincia Sichuan, din Chinasud-vestul Chinei Probabil că datează cam de acum 170-160 de milioane de ani și cuprind un schelet aproape complet, cu craniu, un alt craniu și porțiuni din scheletul altor câtorva specimene. Acestea indică un dinozaur destul de mic, cu lungimea de 4 metri, asemănător cu stegozaurul.De la gât la spate, pe linia mediană,vse proiectau vertical nouă perechi de plăci osoase înalte, în forma de frunză. La șolduri, acestea îsi schimbau forma, devenind niște țepi mai înguști, care continuau de-a lungul suprafeței superioare a cozii. Probabil că la capătul cozii se aflau două perechi de țepi, ca la stegosauride. Dar, spre deosebire de acestea, Huayangosaurus avea capul și botul mai lungi, nu atât de joase sau plate, dinți mici situați în partea din față a maxilarului superior, în locul ciocului complet lipsit de dinți, și membrele anterioare relativ lungi, deși totuși mai scurte decat cele posterioare. Ca și ceilalți stegozauri, Huayangosaurus este renumit pentru că avea „al doilea creier” în regiunea șoldurilor, dar acesta era doar un grup lărgit de nervi care făceau legătura cu membrele posterioare și coada, nefiind câtuși de puțin un creier.

## Sursa
- Totul despre dinozauri de Steve Parker